# Maison des acrobates
De maison des acrobates of maison de l'acrobate (Frans voor huis van acrobaten of huis van de acrobaat) is een historisch huis in Blois, in het departement Loir-et-Cher. Het staat sinds 1922 op de monumentenlijst (monument historique).
Het is gelegen op place Saint-Louis 3, tegenover de kathedraal Saint-Louis van Blois en ligt tevens dicht bij het huis van Denis Papin.

## Geschiedenis
Het huis werd waarschijnlijk gebouwd in de jaren 1470, tijdens het bewind van Lodewijk XI als we kunnen afgaan op de kostuum van de figuren op de gevel. In 1484 werd "Maison de la Bourse des Escholiers de Bourmoyen" genoemd.
Het huis werd op 22 april 1922 op de monumentenlijst geplaatst. (monument historique).
In 2017 werd het gekocht door particulieren nadat het sinds 2012 te koop stond.

## Architectuur
Dit vakwerkhuis bestaat uit een begane grond en twee verdiepingen met kraagstenen.
De gevormde, met loofwerk versierde dubbele muurbeugels die deze verdiepingen ondersteunen, rusten op beugels aan de basis waarvan merkwaardige figuurtjes zijn gegraveerd. De figuurtjes hebben bizarre en komische houdingen. De figuren stellen acrobaten en jongleurs voor en zijn gekleed in de mode van de late 15e eeuw. Zo dragen ze bijvoorbeeld poulaines (puntschoenen).
Binnen heeft de begane grond een grote stenen schouw met pilaster. De wenteltrap is van hout. In de vestibule rijzen twee stenen bogen.

## Notities en referenties
1. 1 2 3 4  Maison de l'Acrobate. www.pop.culture.gouv.fr. Geraadpleegd op 20 november 2023.
2. 1 2  (fr) Capitale, Blois, Pourquoi la maison dite des Acrobates n'a rien d'ordinaire. Blois Capitale (13 oktober 2023). Gearchiveerd op 20 november 2023. Geraadpleegd op 20 november 2023.
3. ↑  Maison dite des Acrobates. www.pop.culture.gouv.fr. Geraadpleegd op 20 november 2023.
4. ↑  (fr) Planchon, Adrien, La " maison des acrobates " vendue. lanouvellerepublique.fr (10/03/2017). Gearchiveerd op 8 oktober 2021. Geraadpleegd op 20/11/2023.